# Монтеоливето (Сијена)
Монтеоливето је насеље у Италији у округу Сијена, региону Тоскана.
Према процени из 2011. у насељу је живело 64 становника. Насеље се налази на надморској висини од 272 м.